# Château des Princes de Croÿ
Le château des Princes de Croÿ est situé sur le point culminant du petit plateau entre Senne et Haine que forme l'assiette de la ville belge du Rœulx et de l'abbaye Saint-Feuillien. Il fait partie du patrimoine majeur de Wallonie. Avec son domaine, ils sont la propriété de la Maison de Croÿ depuis près de 600 ans.

## Histoire
L'histoire du château débute en 1433 lorsque Jacqueline de Bavière, comtesse de Hainaut, donne à Antoine de Croÿ, grand chambellan de Philippe le Bon, « toute la terre, ville, justice, seigneurie, pairie et appartenance ». Quelques jours plus tard, Philippe le Bon confirme la donation.
D'illustres personnages y ont séjourné tels que Charles Quint, Marie de Médicis et les ducs de Bourgogne Philippe le Bon et Charles le Téméraire. Le prince d'Orange Guillaume II des Pays-Bas et le duc de Wellington y tinrent un conseil de guerre quelques jours avant la bataille de Waterloo.

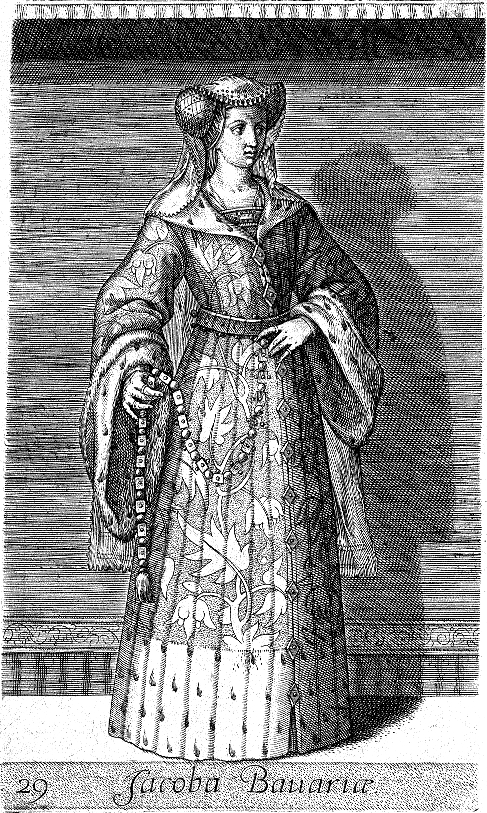
Jacqueline de Hainaut
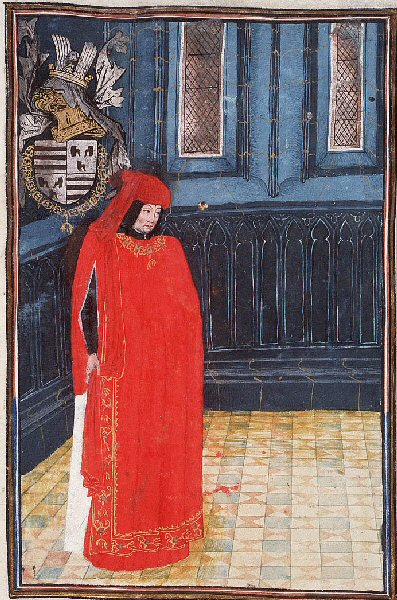
Antoine de Croÿ
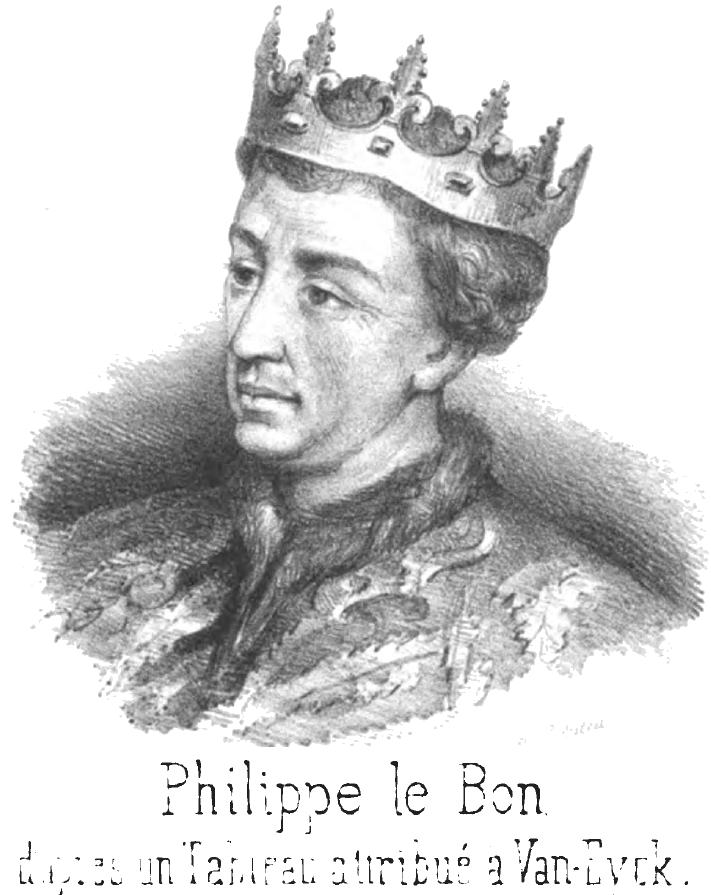
Philippe le Bon
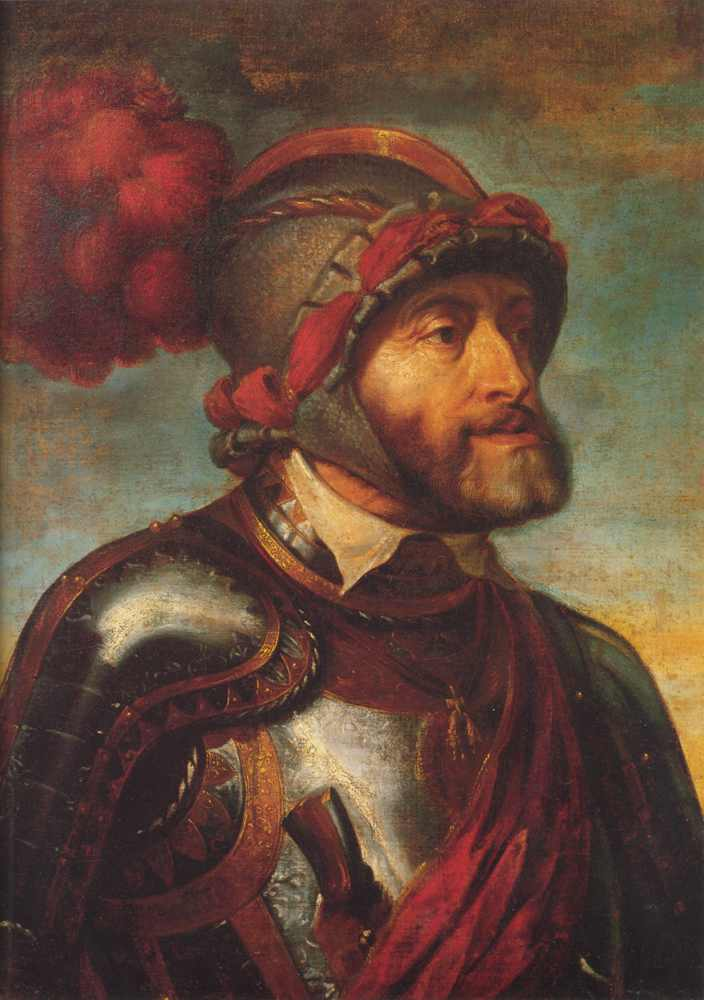
Charles Quint
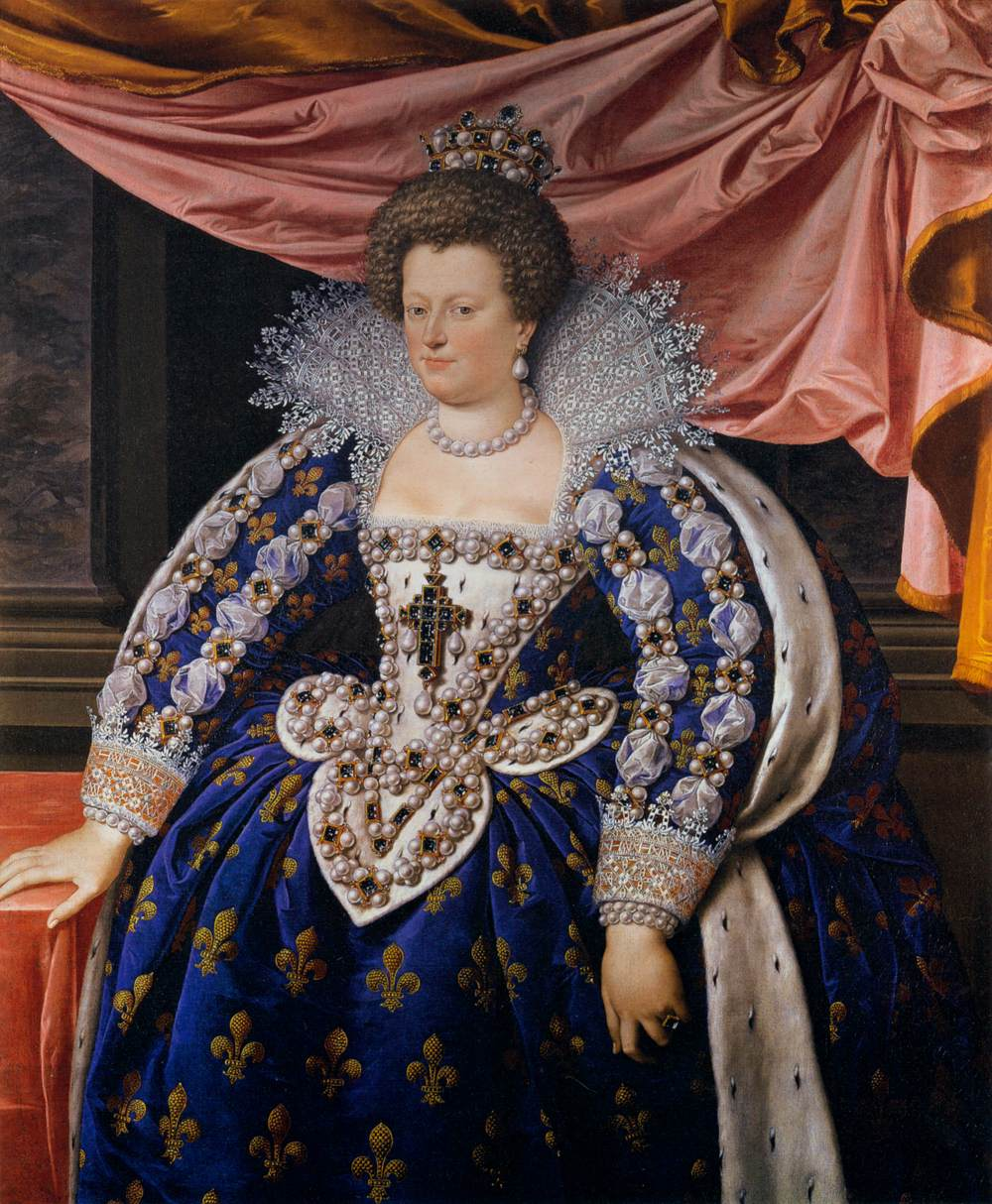
Marie de Médicis
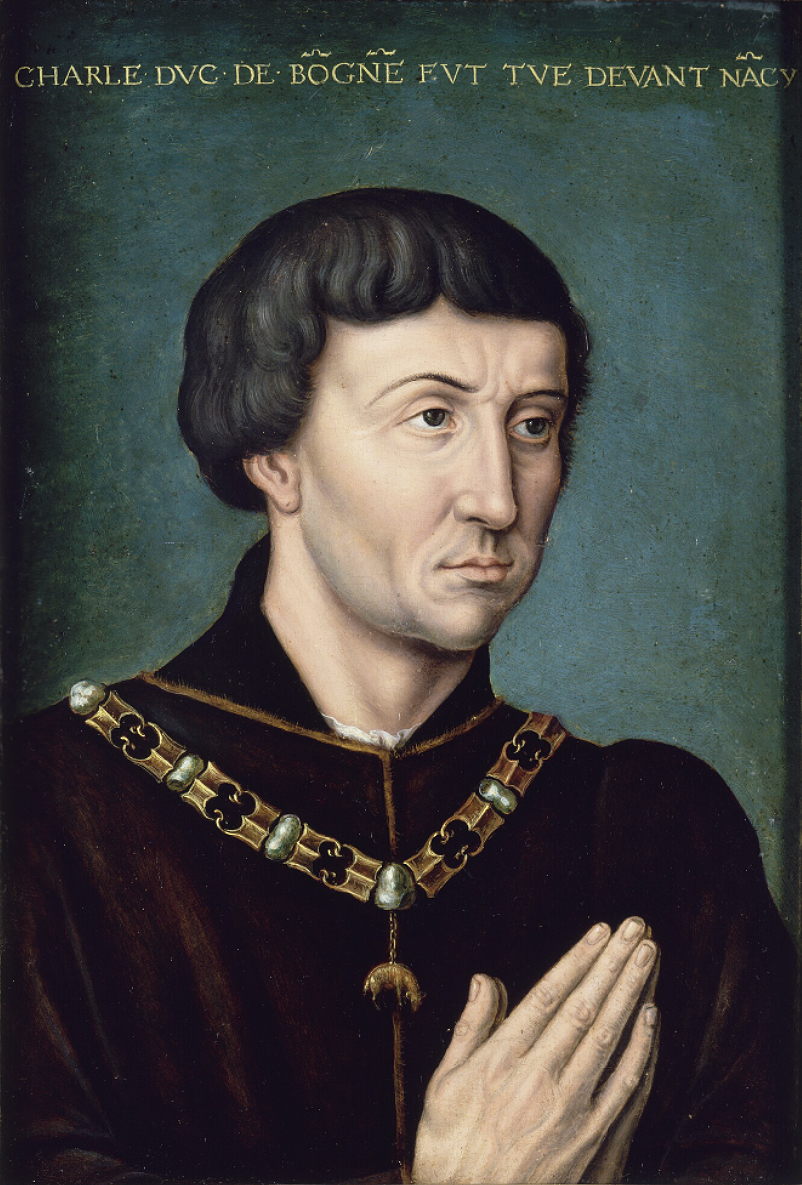
Charles le Téméraire
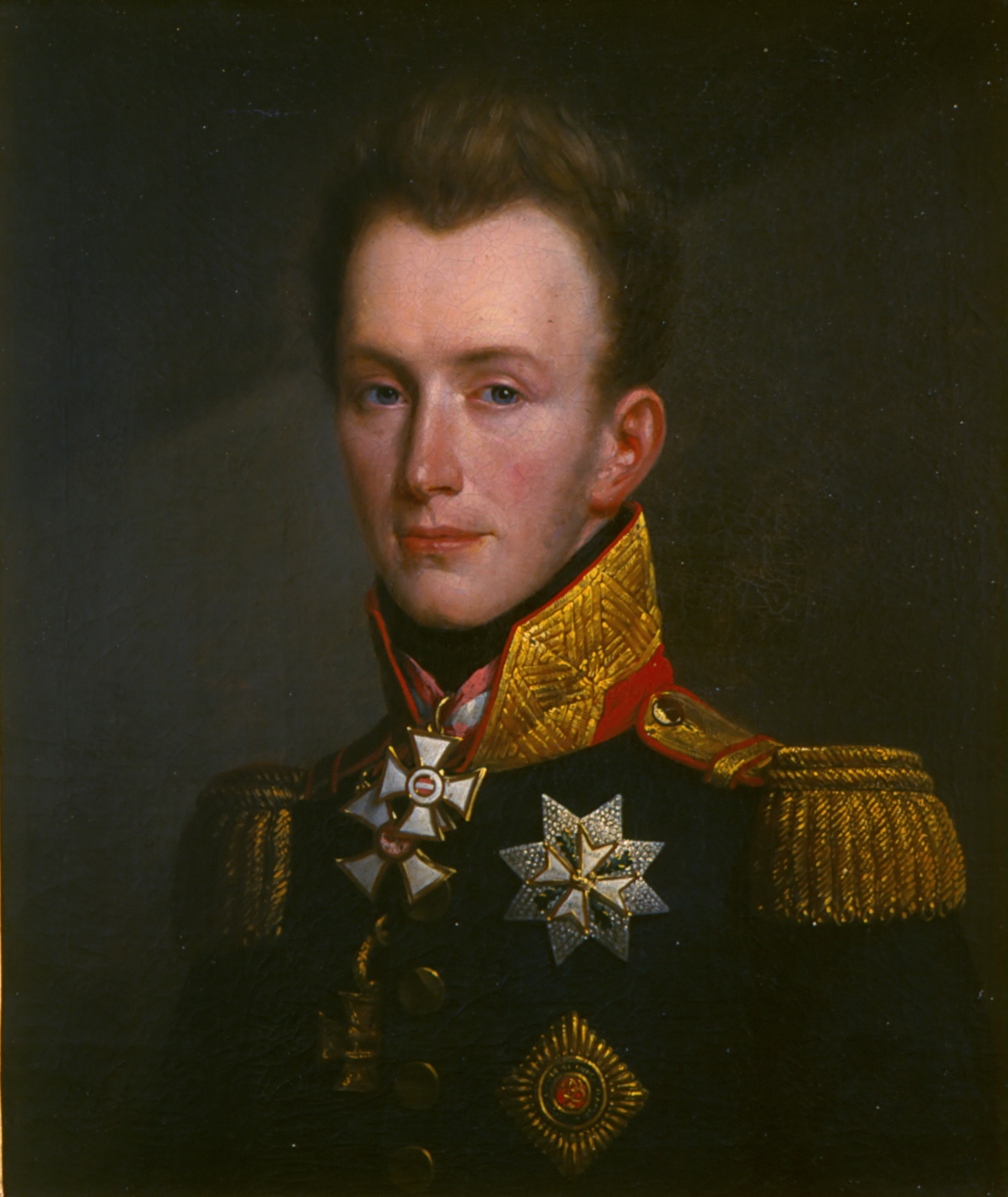
Prince d'Orange
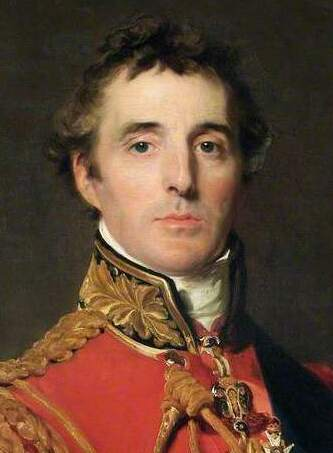
Duc de Wellington

### Reconnaissance patrimoniale
Le château a été classé en 1963. L'orangerie, les façades et les toitures des communs sont, quant à elles, classées depuis 1981. L'ensemble figure depuis 2009 parmi les monuments à caractère remarquable, dans la liste du patrimoine immobilier exceptionnel de la Région wallonne.

## Description

### La façade et l'aspect extérieur
L'édifice actuel est construit sur les fondations rectangulaires de l'ancienne forteresse du XVIe siècle. Les deux ailes ajoutées au XVIIIe siècle sont en équerre.

Parlant de l'aspect extérieur du château, François Bouquiaux explique : 
« L'ensemble et la base fortifiée du château sont très anciens. Ils remontent aux XIe et XIIe siècles, ainsi qu'en témoignent l'épaisseur des murs et l'appareil des maçonneries de pierre des tours subsistantes. La façade par contre fut entièrement remaniée au XVIIIe siècle, entre 1713 et 1760, tandis que les deux ailes latérales furent en partie ajoutées ou prolongées en les rendant agréablement habitables. Ces travaux comportèrent en outre le revêtement en briques de la façade qui était en pierres irrégulières et ce, afin d'assurer l'unité de l'ensemble et de se conformer au goût de l'époque. »
Deux rampes d'accès mènent à la porte principale.

Le château comporte un rez-de-chaussée rehaussé de deux étages couverts par une toiture à la Mansart. Le hall d'entrée est marqué en façade principale par trois travées de deux niveaux de baies à imposte en plein cintre, surmontées d'un fronton triangulaire dont le tympan est d'une seule pierre sculptée représentant les armoiries de la famille de Croÿ-Rœulx. Ces travées sont légèrement saillantes sur la façade, surmontées d'un attique avec pots-au-feu et coiffées d'une couverture en cloche évasée, amortie par la couronne placée en 1924 en remplacement de l'ancienne couronne endommagée. Le porche d'entrée est surmonté d'un balcon orné d'une balustrade en fer forgé : ferronnerie particulièrement attrayante offerte par Louis XIV au Maréchal duc de Croÿ. Les baies de la façade principale et ses avant-corps courbes sont garnies de piédroits monolithes en pierre bleue avec linteaux débardés à clé. Les ailes latérales ont leurs baies garnies de piédroits en briques et pierres alternées comme leurs linteaux. Les menuiseries de fermeture des baies sont en bois peint à croisillons et petits bois. »

### L'intérieur
Le hall d'entrée n'a plus été transformé depuis 1452, gardant son cachet d'ancienne salle de gardes. La cheminée de ce grand vestibule d'entrée comporte un manteau avec la devise de la famille : « Plus en sera de Croÿ ». Après le corridor et l'antichambre voûtés la même année, on débouche sur une vaste cuisine et sa vieille cheminée dont le manteau est de six mètres de long reposant sur des pilastres. Le mur extérieur mesure plus de deux mètres. La grande salle à manger qui suit est pareillement de 1452. Le salon ovale possède un mobilier Style Louis XV. La dernière pièce est le salon chinois une pièce étroite où l'on conserve un meuble en laque de Coromandel, différents objets chinois, indiens et birmans.
Après le hall d'entrée, un escalier d'honneur en chêne conduit au grand salon en passant par la chapelle baroque située au premier palier et précédant le développement de l'escalier en fer-à-cheval. Le grand salon, dit la grande salle, est une vaste pièce en forme de rectangle éclairée du côté du parc par deux fenêtres et la porte de la chapelle, donnant sur le balcon. Puis vient le billard, une dernière chambre avec un décor de haute qualité et le local annexe qui est en réalité une garde-robe et un cabinet de toilette avec une grande unité dans son décor. Il y a encore une orangerie. À la suite de la découverte de mérule, d'importants travaux de restauration ont été entrepris par la Région wallonne. 

### Le parc
Le parc de 45 hectares, qui comporte deux étangs, est un des plus remarquables ensembles dendrologiques de Belgique. Il compte quelques essences rares, comme :
- un ginkgo biloba,
- quelques érables sycomores,
- des chênes pédonculés,
- trois séquoias géants,
- des tulipiers,
- un cèdre du Liban,
- un copalme d'Amérique,
- des tilleuls à grandes feuilles,
- des platanes d'Orient,
- un érable negundo,
- un cèdre de l'Atlas, et
- le plus haut feuillu du royaume de Belgique : un frêne de 46 m.

René Pechère, le paysagiste belge, dessina les plans et participa activement à la réalisation d'une roseraie en 1961.
Dans ce parc subsistent quelques vestiges de l'abbaye Saint-Feuillien, fondée en 1125.

## Pour approfondir